# Eradikated
Eradikated är ett band från Ludvigsborg/Höör i Skåne som spelar modern thrash metal. 

## Historia

### 2015–2021
Bandet bildades 2015 som The Generations Army och släppte under detta namn ett studioalbum 2017 (Still Screaming), en EP 2018 (Voices and Visions) samt ett livealbum 2019 (Pure Swedish Kött - Live at Sweden Rock Festival). 

### 2021–2022
Under covidpandemin togs beslut om en nystart och den 19 september 2021 återföddes därmed bandet som Eradikated, dock med samma medlemmar som tidigare. I samband med detta började bandet även jobba med sitt nuvarande management Republic 66 och den 16 oktober 2021 genomfördes första spelningen under nya bandnamnet. Detta skedde på Plan B i Malmö som förband till The Haunted.  
Den 19 november 2021 släpptes en självbetitlad EP genom bandets eget bolag. Denna innehöll sex nyinspelade låtar från The Generations Army-eran. EP:n är producerad av bandet själva och inspelad, mixad samt mastrad av bandets gitarrist Ragnar Östberg i hans egen studio East Hill Audio. Detta släpp gjordes då man dels ville ha musik ute på de digitala plattformarna under det nya bandnamnet, men också för att de utvalda låtarna fortfarande spelades live.  
Under en spelning på den norska showcasefestivalen by:Larm den 16 september 2022 blev Eradikated uppmärksammade av norska Indie Recordings som kort därefter valde att skriva skivkontrakt med bandet.   
Den 24-31 oktober 2022 åkte Eradikated ut på sin första skandinaviska turné som förband åt Anvil.   

### 2023–
Att Indie Recordings signat Eradikated offentliggjordes först den 2 mars 2023 när första singeln Flames från kommande fullängdsalbum släpptes. Den 24 maj 2023 släpptes den andra singeln Faced och kort därefter, den 7 juni 2023, öppnade Eradikated hela Sweden Rock Festival som första band på scen. En spelning som efteråt hyllades av flera rockskribenter.
Den 22 augusti 2023 släpptes tredje singeln Flood och den 6 oktober 2023 fick slutligen hela fullängdsalbumet Descendants se dagens ljus.  Precis som de föregående singlarna är hela skivan producerad av bandet själva och inspelad av bandets gitarrist Ragnar Östberg i hans egen studio East Hill Audio, därefter mixad och mastrad av Gustav Brunn på All In Audio. Albumet som helhet är en dystopisk temaplatta där texterna bildar en sammanhängande historia, författad av bandets sångare och gitarrist Elvin Landaeus Csizmadia. Direkt efter albumsläppet gav sig Eradikated ut på sin andra skandinaviska turné, denna gång som förband åt Soilwork.
Den 26 oktober 2024 gav sig Eradikated ut på en Sverigeturné tillsammans med de andra unga thrash metal-banden Eternal Evil, Sarcator och Bloodstain. Turnén gick under namnet The Rising Four och syftet var att uppmärksamma metalscenens tillväxt, vilket gjorde att Sweden Rock Festival ställde sig bakom turnén som marknadsföringspartner. Turnén gjorde tio stopp runt om i landet och Aftonbladets rockskribent Sofia Bergström kallade också projektet för "årets viktigaste turné". 

## Priser och utmärkelser
Den 5 mars 2024 nominerades Eradikateds debutalbum Descendants för en Grammis i kategorin Årets hårdrock/metal. 
Den 27 januari 2025 nominerades Eradikated till GAFFA-priset i kategorin Årets genombrott. 

## Medlemmar
- Calle Frogner Moberg – trummor
- Elvin Landaeus Czismadia – sång, gitarr
- Erland Östberg – basgitarr
- Ragnar Östberg – gitarr

## Diskografi

### Studioalbum
- Descendants (2023)

### EP
- Eradikated (2021)

### Singlar
- Flames (2023)
- Faced (2023)
- Flood (2023)